# Johan Lædre Bjørdal
Johan Lædre Bjørdal (født 5. maj 1986) er en norsk fodboldspiller der spiller for Vålerenga Fotball (2020).
Han spillede i det centrale forsvar for den belgiske klub Zulte Waregem.

## Karriere
Bjørdal blev født i Egersund og begyndte sin karriere i sin hjemby´s klub, Egersund IK, i 2003, men skrev under med Viking. Han blev lånt ud til FK Tønsberg forud for 2005-sæsonen, efter kun at have spillet en enkelt kamp for Viking, og vendte så tilbage med otte kampes erfaring. Bjørdal blev i Viking i endnu en sæson, men spillede ikke flere kampe, og underskrev en kontrakt med FK Bodø/Glimt til 2007 sæsonen. Der spillede han 26 kampe i sin første sæson, hvor han scorede ét mål. Han vendte så tilbage til Viking forud for 2011 sæsonen. Bjordal har spillet landsholds fodbold fra U16 til U21. Han fik sin debut for Norges A-landshold den 6 September 2013 mod Cypern. 
Bjørdal kontrakt med Viking udløb efter 2013 sæsonen, og tiltrådte i AGF i januar 2014
I Juni 2015 skiftede han til norske Rosenborg 